# سايوز TMA-19M
سويوز تما-19م  (بالإنجليزية: Soyuz TMA-19M) هي مركبة فضائية روسية من عائلة سويوز تم اطلاقها في 15 من ديسمبر 2015 من مركز بايكونور الفضائي، تحمل المركبة ثلاثة من طاقم البعثة 46 لمحطة الفضاء الدولية. تيما-19م هي الرحلة المائة والثامنة والعشرون للمركبة الفضائية سويوز، وكانت أو رحلة لهذه المركبة سنة 1967. الطاقم يتكون من قائد روسي مرافق لرائدي فضاء أمريكي وبريطاني.

## الطاقم
| الرتبة         | عضو الطاقم                                              |
| -------------- | ------------------------------------------------------- |
| قائد           | وري مالينتشينك وكالة روسيا الفدرالية الفضائية البعثة 46 |
| مهندس الرحلة 1 | تيموثي كوبرا ناسا البعثة 46                             |
| مهندس الرحلة 2 | تيموثي بيك وكالة الفضاء الأوروبية البعثة 46             |

### مهمة البعثة

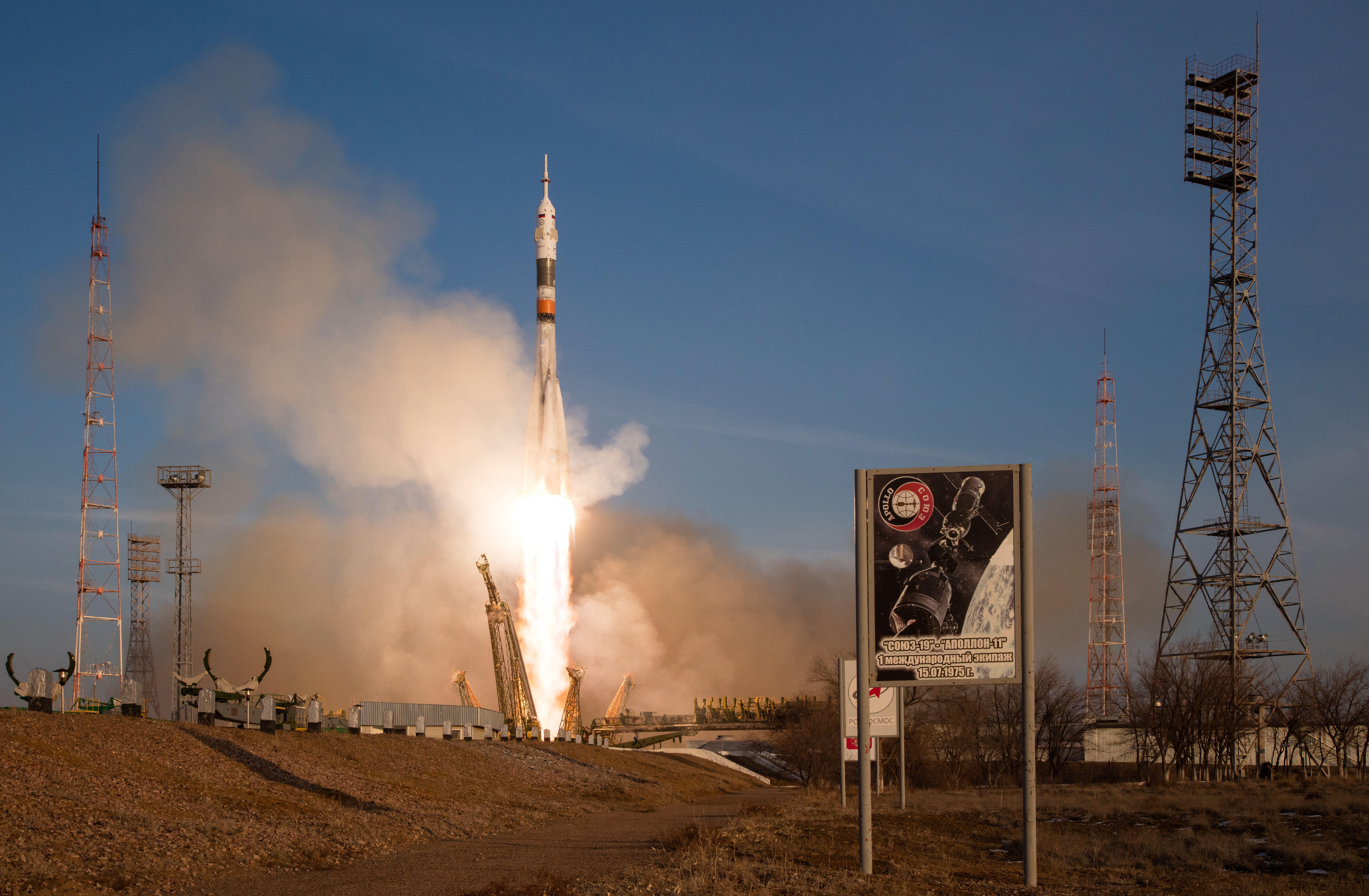
سويوز تما-19م انطلقت في مهمتها إلى المحطة الفضائية الدولية في 15 من ديسمبر 2015

سويوز تما-19م تم اطلاقها باستخدام الصاروخ الحامل سويوز-فج عند الساعة 11:03 (ت ع م) في 15 من ديسمبر 2015 من مركز بايكونور الفضائي الواقع في كازاخستان. بعد الإطلاق بتسع دقائق، تم وضع المركبة بنجاح في مدارها، وبدأت رحلة الأربع دورات للوصول إلى المحطة الدولية. على غير العادة، لم تتمكن المركبة من الالتحام بالمحطة باستخدام نظام كورس، وتوجب القيام بالتحام يدوي قام به وري مالينتشينك، ما نتج عنه تأخير الالتحام بمحطة الفضاء الدولية بعشر دقائق.
تم الالتحام بالمحطة في الساعة 17:33 (ت ع م) من نفس اليوم. وانتقل الطاق إلى المحطة في الساعة 19:58 (ت ع م).

## انطر أيضا
- مركبات فضائية أطلقت في 2015